# International Platform on Sustainable Finance
Die International Platform on Sustainable Finance (IPSF) ist ein multilaterales Forum für den Dialog zwischen politischen Entscheidungsträgern, die für die Entwicklung nachhaltiger Finanzregulierungsmaßnahmen zuständig sind, um Investoren dabei zu unterstützen, nachhaltige Investitionsmöglichkeiten zu ermitteln und zu nutzen, die wirksam zu Klima- und Umweltzielen beitragen.
Im Rahmen des IPSF können die Mitglieder Informationen austauschen und verbreiten, um bewährte Verfahren zu fördern, ihre verschiedenen Initiativen zu vergleichen und Hindernisse und Chancen für ein nachhaltiges Finanzwesen zu ermitteln, wobei die nationalen und regionalen Gegebenheiten zu achten sind. Gegebenenfalls können sich die freiwilligen Mitglieder weiter darum bemühen, ihre Initiativen und Ansätze aufeinander abzustimmen. Das Ziel des IPSF besteht darin, die Mobilisierung von privatem Kapital auf umweltverträgliche Investitionen auszuweiten.
Die IPSF wurde am 18. Oktober 2019 von der Europäischen Union ins Leben gerufen. Weitere Gründungsmitglieder sind die entsprechenden Behörden der Länder Argentinien, Kanada, Chile, China, Indien, Kenia und Marokko. Seitdem traten auch Hongkong Sonderverwaltungsregion der Volksrepublik China (Hongkong SAR der VR China), Indonesien, Japan, Malaysia, Neuseeland, Norwegen, Senegal, Singapur, Schweiz und das Vereinigte Königreich dem IPSF bei.
Zusammen stellen die 18 Mitglieder des IPSF:
- 55 % der Treibhausgasemissionen
- 50 % der Weltbevölkerung und
- 55 % des globalen BIP

Die IPSF ist nicht zu verwechseln mit der PSF, die eine permanente Expertengruppe der Europäischen Kommission ist.